# 動漫粉絲圈

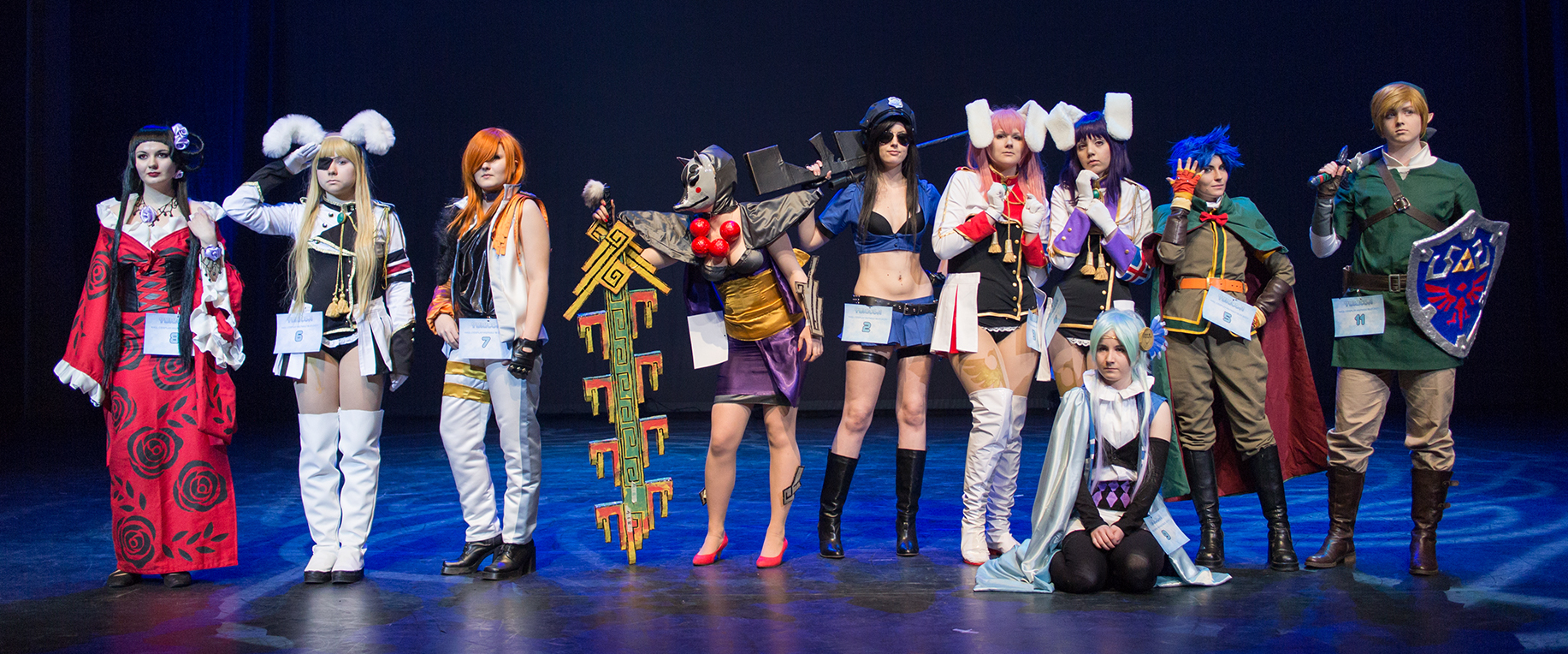
在芬兰举行的粉丝大会Yukicon 2014上的Cosplayer。Cosplay是动画和漫画粉丝圈的重要组成部分。

动漫粉丝圈是一个由动画和漫画粉丝組成的全球性社区。动画包括动画系列、电影和视频；而漫画包括漫画、图像小说、插画和相关艺术品。此粉丝圈最早可以追溯到20世纪70年代，现在已风靡全球。

## 御宅族
御宅族是一个日语词汇，用来指代对某些事物（如动漫或漫画）有强烈兴趣的人。在其最初的语境中，“Otaku”一词来源于日语中表示他人家或家庭的词汇（お宅，otaku），这个词也常被作为一种敬语形式的第二人称代词使用。现代俚语形式的“御宅族”（与旧用法不同，通常写作平假名（おたく）、片假名（オタク或ヲタク），偶尔也用罗马字表示）出现在20世纪80年代。 早在20世纪70年代后期，像美树本晴彦和河森正治这样的动画创作者就在他们之间将“御宅族”作为一种敬语形式的第二人称代词使用。在1982年首播的动画《超时空要塞》中，角色林明美也曾以敬语的方式使用过这个词。这一用法是由幽默作家兼随笔作家中森明夫于1983年提出的，他在萝莉控漫画杂志《Burikko》上发表的系列文章《“御宅族”的研究》（『おたく』の研究  "Otaku" no Kenkyū ）中首次使用了这一称呼。 然而，随着“御宅族”一词在日本社会中被广泛使用，它在20世纪90年代逐渐变得贬义且具有攻击性，常被用来形容那些社交无能的人。在这种语境下，“御宅族”类似于英语中的“geek”（怪杰）或“nerd”（书呆子）一词。
然而，从2000年代开始，动画和漫画爱好者们重新开始使用“御宅族”一词，赋予它更为中性甚至正面的含义。如今，这个词也常被圈外人士用来泛指动画或漫画的粉丝。 然而，像“御宅王”（Otaking）冈田斗司夫这样的老一代御宅族，在他的著作《御宅族已经死了》（《オタクはすでに死んでいる》）中表示，新一代自称为“御宅族”的人并不是真正的御宅族。他认为，他们只是花钱购买过多的相关周边的普通粉丝，缺乏了对某一亚文化领域深入钻研的热情和探究精神。

## 社区历史
动画和漫画的粉丝文化最早可以追溯到20世纪70年代，当时《宇宙战舰大和号》停播后，一群粉丝联手努力让这部作品重新回到日本电视荧幕上。 在日本，动画和漫画通常被统称为“内容产业”，其中包括动画、电子游戏、漫画以及其他相关周边商品——这些都是围绕相同的内容展开的不同媒介形式。

### 英语粉丝社区
英语圈的动漫粉丝社区起始于20世纪70年代，并逐渐发展壮大。据日本文化爱好者弗雷德·帕滕所说，第一个专门面向日本动画的粉丝俱乐部是于1977年在洛杉矶成立的“卡通/幻想组织”（Cartoon/Fantasy Organization）。 它的发展以波浪为特征，吉尔斯·波特拉斯、布鲁斯·刘易斯和凯西·斯特林将其描述为不同的“世代”，而每一代的兴起往往是由某一部具有重大影响力的作品所引发。
在菲律宾，GMA电视台于1978年开始播出《超电磁机器人 波鲁吉斯V》，这是菲律宾观众首次接触到日本动画。这部作品很快就在全国范围内的儿童群体中掀起热潮，随之而来的，是其他“超级机器人”题材动画在菲律宾的迅速流行。然而，在播出结束前仅剩四集时，它于1979年被当时的总统费迪南德·马科斯下令禁播，连同当时正在播出的其他动画作品一同被封杀，理由是这些作品带有暴力与战争题材。然而，这一禁令并未阻止菲律宾人对日本动画日益增长的热爱，反而进一步激发了人们对动漫和漫画的兴趣，促使其在菲律宾广泛流行开来。
波特拉斯将第一代粉丝称为“铁臂阿童木世代”。尽管《铁臂阿童木》是日本首部也是最受欢迎的电视动画之一，但它并未产生大量的核心粉丝。不过，这部作品让观众首次接触到日本动画这一媒体，并在之后提升了他们对动画作品的接受度。被称为“早期粉丝”或“老一辈”的这一代观众，主要接触的作品包括《马赫GoGoGo》、《原子超空人》以及《行星之战》等。这一代粉丝相比之前更清楚地意识到自己所观看的作品来自日本，并主动去寻找更多类似的内容，展现出更高的兴趣与参与度。 “Yamato世代”或“Star Blazers世代”，源自1979年至1980年间播出的动画《宇宙战舰大和号》（在北美以《Star Blazers》为名播出）。波特拉斯指出，这一代粉丝之所以如此忠诚，是因为《宇宙战舰大和号》具有强烈的叙事连贯性，观众必须每一集都紧跟剧情。 接下来的世代被波特拉斯称为“太空堡垒世代”，得名于1985年播出的美国电视动画《太空堡垒》。这是美国本土最早形成的大规模动画粉丝世代之一，其特点是其粉丝已经清楚地认识到日本动画与美国动画在风格、叙事和表现形式上存在显著差异。 “Yamato世代”与“太空堡垒世代”的粉丝在20世纪80年代是有组织的动漫粉丝圈的主要力量。1989年12月在艺术电影院上映的动画电影《阿基拉》则催生出被称为“阿基拉世代”的粉丝群体。《阿基拉》在当时引发了一股小众狂热的追捧，它激发了部分观众继续探索其他动漫作品，但对另一些人来说，它是独立的作品，从而让人忽略了其背后所代表的庞大而多元的动画与漫画创作背景。
随后在20世纪90年代，波特拉斯指出，“美国出现了新的变化”，即所谓的“美少女战士世代”的诞生。此前的几代动漫粉丝主要年龄段为大学生，但到了1995年，《美少女战士》被改编成英文版，并迅速吸引了大量低年龄段的观众，甚至包括小学生，且其中有相当一部分是女性。这标志着动漫开始在更广泛的年龄层和性别群体中传播和流行。在短短几个月内，粉丝群体的构成发生了剧烈变化。随着观众兴趣的多样化，被翻译成英文的动画作品也开始更加丰富。波特拉斯、刘易斯和斯特林将当代这一代粉丝称为“御宅族世代”，不过这个称呼并不意味着所有当代粉丝都自认或被认定为“御宅族”。对于这一代人来说，曾经某部作品在电视上播放就是一件非常罕见且令人难忘的事情，因此很多人至今仍清楚地记得自己最初接触的那部动漫作品，并将之视为特殊经历。波特拉斯指出，自“御宅族世代”以来，进入动漫圈的粉丝不再像以往那样呈现出一波波的波浪式增长，而是转变为一种持续不断的流动增长。
在美国，动漫粉丝群体最初是从科幻迷群体中分化出来的。早期的爱好者会把进口的日本漫画带到科幻大会上展示。 在动画作品尚未在美国取得正式授权之前，想要接触日本动画的粉丝会通过私下传播动画影片，并自行添加字幕，这便标志着“字幕组”文化的起点。到了1994年，动漫在美国已经变得越来越常见，开始被翻译成英文并在电视上播放，其中最常见的是像《精灵宝可梦》和《铁臂阿童木》这类少年向作品。
几十年来，马拉松式观看日本动画一直流行于动漫迷之中，这个趋势可以追溯到 20世纪70年代末到20世纪80年代。 据早期美国动漫Cosplayer凯伦·施瑙贝尔特回忆，那时候想看到日本动画“几乎是不可能的事”，在家用录像带普及之前，“除了电视上偶尔播放，几乎找不到资源”。直到70年代后期，家用录像带开始变得普及，粉丝才得以从日本引进动画节目。她提到，有位朋友会录下每一集，“然后我们会聚在他家，一口气追好多集”。在80年代的漫画展和科幻展上，粉丝们会带来录像带，组织动画马拉松放映。例如，1986年的BayCon动漫展就举办了一场长达80小时的动画马拉松活动。
据日本动画推广协会创始人兼首席执行官迈克·达津川 表示，美国动漫发展史上的第一个重要里程碑出现在20世纪80年代，正值互联网开始兴起之时。借助互联网，粉丝们之间的交流变得更加便捷，也更容易交换带有粉丝自制字幕的录像带和更高画质的动画版本。一些专家，如日本语言文学教授苏珊·纳皮尔表示，《阿基拉》 标志着第一个里程碑。不过，大多数专家普遍认为下一个重要节点出现在1992年：那年，美国影视引进公司U.S. Renditions发行了首个带有英文字幕的日本动画录像带《飞跃巅峰》。据迈克·达津川表示，《飞跃巅峰》的成功引发了大量后续作品的发行。根据研究者劳伦斯·英的说法，《飞跃巅峰》可能是当时第一部真正推动了动漫迷群体——尤其是御宅族亚文化——发展的作品，因为其中的主角高屋法子在剧情中也被塑造成一位御宅族。（p. 88）
由于本地化的缘故，许多从小观看动画的观众并未意识到这些作品源自日本。1993年《新恐龙战队》的成功，使得美国电视公司U.S. Renditions于1995年和1996年相继播出了《美少女战士》和《七龙珠Z》。然而，这两部作品初次播出时反响不佳（尽管后来在卡通频道Cartoon Network播出时取得了成功），因此当时人们并不认为日本动画会成为主流文化的一部分。直到1998年，《宝可梦》在美国以联播方式开播，并取得巨大成功，美国电视台和发行公司才意识到日本媒体在美国市场中同样具有强劲的商业潜力。这场成功标志着美国动漫热潮的开始。而也正是在《宝可梦》和《新恐龙战队》退出主流之后，美国观众才开始普遍意识到，原来他们喜爱的这些动画其实来自日本。

#### 美国主流的动画流媒体平台
在美国，有多个流媒体平台供粉丝观看动漫和漫画，同时还能在相关社区进行互动。其中一个平台是 Crunchyroll，这是一个让用户可以观看过去的热门动画以及最新上线动画剧集的流媒体平台。Crunchyroll成立于 2006 年，最初是一个动漫分发平台。如今，Crunchyroll已发展为动漫社区粉丝的综合平台。他们在网站上增设了专门栏目，让动画和漫画爱好者可以获取关于动漫新作、活动以及社区相关话题的最新资讯。这也促成Crunchyroll 博览会了诞生。该展会是一个在加州圣何塞举办的大型活动，为动画和漫画爱好者提供了一个线下交流的平台。此外，该流媒体平台还设有一个商店，粉丝可以在其中购买与动漫相关的商品，如手办、日本零食、服装、海报、电子游戏和漫画等。
此外，美国的另一个流媒体平台是 FUNimation。与Crunchyroll类似，FUNimation也允许用户观看最新发布的动漫作品，同时提供类似与Crunchyroll的商品商店，出售与动漫相关的产品。FUNimation的网站还设有一个专门的活动板块，介绍与动画和漫画相关的各类活动，使会员能够在本地或全国范围内相互交流。此外，还有一个博客板块，允许拥有FUNimation账户的用户与其他粉丝互动，分享自己最喜欢或者不喜欢的动画和剧集。
自21世纪10年代初以来，Netflix和Prime Video等大型流媒体服务平台也开始进入动漫领域，积极获取授权并发行日本动漫作品。

### 欧洲粉丝社区
在 20 世纪 70 年代，日本动画开始进入西欧，主要是一些面向欧洲和日本儿童的作品，如《阿尔卑斯山的少女》、《北海小英雄》和《巴巴爸爸》。然而，这些作品并未被认知为日本制作的动画，因此没有形成太多忠实粉丝群体。意大利、西班牙和法国对日本动画产生了更浓厚的兴趣，这是由于此前合作制作的成功、日本动画的产量充足，以及与美国动画相比售价更便宜的缘故。尤其是意大利，是日本以外进口日本动画最多的国家之一。 和菲律宾一样，机器人题材在这些国家非常受欢迎，如《UFO机器人 古连泰沙》和《无敌铁金刚》等系列作品。然而，不只是机器人动画，其他类型的作品也陆续加入，比如：《宇宙海贼哈洛克船长》等太空歌剧向、《小甜甜》和《凡尔赛玫瑰》等少女向、《足球小将》等运动向等等。然而在德国，除了改编自西方文学作品的日本动画（如日本动画公司日本动画株式会社的作品）外，大多数日本动画并未被广泛接受。例如《马赫GoGoGo》和《太空突击队》在德国引发了一些争议。直到90年代有线电视的兴起，德国观众才陆续看到像《千年女王》和《凡尔赛玫瑰》等日本动画。一代德国儿童从这一时期开始，对日本动画产生了浓厚的兴趣和认同感。
在中东欧地区，波兰的动漫粉丝群体是发展最早、规模最大的群体之一。 波兰的动漫与漫画文化可以追溯到20世纪90年代，也就是东欧剧变后不久。

### 亚洲粉丝社区

#### 马来西亚
早期对于粉丝行为的研究主要集中在大型粉丝活动或动漫展上，而后来逐渐转向从粉丝群体研究到个体粉丝的行为分析。在马来西亚的城市地区有四个主要的漫展：Kota Kinabalu，Sabah、Kuching， Sarawak、Sunway, Petaling Jaya, Selangor以及Kuala Lumpur。这些活动在2012年12月到2013年8月之间一年内举办了四次。根据调查，这些展会的常客大约有585名人。到 2013 年为止，约有一半的受访者年龄在18–22岁之间，男女比例相当。超过一半的参与者是学生，并且所有受访者都是日本媒体内容的消费者。虽然这四场展会并未正式将其主题定为日本流行文化，但参与者中绝大多数都是日本流行文化的粉丝。他们参加这些活动的主要目的是为了结交新朋友、重逢老友、享受乐趣，以及进行Cosplay。他们定期参加这些活动，以保持粉丝社区的活跃度。

## 人口统计

### 年龄
在2018年由日本电通公司进行的一项全国性调查中，日本20至29岁年龄段中有64.3%的人表示他们对动漫非常感兴趣；15至19岁的比例为72.4%；30至39岁为56%；40至49岁为48.4%；50至59岁为38.7%。而在2022年7月，电通对美国18至54岁人群进行的全国性调查显示，大约三分之一的受访者（约5600万人）观看病毒式传播的热门动漫作品。在缩小到18至24岁年龄段的受访者中，44%的受访者（约1900万人）表示观看这些热门动漫作品。此外，47%的18至24岁受访者表示他们有与朋友讨论动漫的经历，42.3%的受访者表示曾阅读过作品原作的漫画。研究人员指出，自从视频流媒体服务普及以来，美国及其他国家的漫画销量也大幅增长，而这一趋势主要受Z世代的影响。根据该调查，美国Z世代中有34%（约1500万人）自认为是“御宅族”。
Morning Consult2022年进行的一项调查显示，美国的动漫粉丝中有42%是Y世代，25%是Z世代，21%是X世代，还有12%是婴儿潮一代。
根据Polygon在2024年发布的一项2023年8月的调查显示，在美国，每周观看动漫的人群中有3%是婴儿潮一代，12%是X世代，25%是Y世代，42%是Z世代。

### 性别
早期粉丝群体主要是男性。（p. 55）
2014年，《福布斯》进行的一项分析性调查显示，北美漫展的参与者中有一半是女性。
2022年，Morning Consult的调查数据显示，动漫粉丝中61%为男性，39%为女性。

### 族裔
根据Morning Consult 2022年的调查，美国动漫粉丝中，47%为白人，28%为西班牙裔，18%为黑人，7%为亚裔。

### 性取向
2024年Polygon的一项调查数据显示，美国动漫粉丝中有27%认同自己是LGBTQ+，其余73%为异性恋。当调查聚焦于Z世代粉丝时，比例变为57%为异性恋，39%为LGBTQ+。

### 平台使用情况
Polygon于2024年发布的调查数据显示，美国Z世代与Y世代动漫粉丝主要通过以下平台观看动漫：Netflix（76%）、Hulu（55%）、Amazon Prime Video（47%）、Crunchyroll（45%）和Max（25%）。在Z世代动漫迷中，Crunchyroll（58%）排名第二，仅次于Netflix（76%），接着是Hulu（55%）、Prime Video（35%）和Funimation（32%）。

## 动画与漫画的吸引力
日本动漫的一大吸引力在于其画风；有些粉丝认为，其视觉质量优于大多数美国制作的动画系列，甚至有些人完全忽略所有非日本动画作品。一位粉丝描述他喜欢日本动漫的原因是：“在这里，特效与现实之间没有界限……一切只是某人想象的样子。”
《Anime Fringe》的内容编辑霍莉·科洛杰查克表示，日本动漫所展现出的深度令她感到惊讶，与她之前看过的卡通片截然不同：“角色拥有真实的个性，他们的行为背后有情感和动机，同时也有优点和缺点，这些都让角色更加立体。角色更像是真实的人，因此观众更容易与他们产生共鸣。”Nausicaa.net 的拉里·格林表示赞同，并补充说日本动漫探讨的是既适合成人也适合儿童的话题，而在美国，动画传统上是为儿童准备的。他还指出，由于日本动漫产量极大，几乎每位观众都能找到自己喜欢的作品。
日本语言与文学教授苏珊·J·纳皮尔指出，日本动漫粉丝“在一种与典型美式生活方式不同的文化中找到了心灵的避风港。”她指出，对日本文化的迷恋并不是新鲜事，自19世纪中期就已存在。例如，克劳德·莫奈在1876年创作的画作《La Japonaise》中，画中的主角是莫奈的妻子，她穿着和服，背景中还出现了日本的团扇。纳皮尔将这种对日本的兴趣描述为一种“逃离工业革命……一种田园式乌托邦”的情感寄托。
根据Polygon于2024年发布的调查，有44%的观众表示曾经对某位动漫角色产生过迷恋之情。几乎三分之二的Z世代动漫观众表示，与传统媒体相比，他们在能与动漫更好地建立情感上的联系。65%的受访者认为，动漫在情感上更具吸引力，超过半数的Z世代受访者表示，动漫影响了他们的身份认同、穿衣风格以及社交理解。
另外，许多动漫电视节目的一个关键特征是“连续剧式”结构，即一个完整的故事会跨越多集甚至多个季度来展开。而传统的美式电视节目大多采用“单集自成故事”的结构，每一集往往是一个独立的故事。因此，动漫的连续性带来了更多的紧张感与期待感，令观众更为兴奋。

### 粉丝服务
粉丝服务是指在作品中为了取悦观众而特意加入的内容。虽然粉丝服务一词通常是指具有性暗示或挑逗性的场景，但它也可以泛指那些对剧情推动价值不大、但却能激起观众兴趣或吸引注意的桥段，比如大规模爆炸或激烈战斗场面。当美国公司将动漫和漫画翻译成英文时，通常会对原作进行编辑，以删除一些粉丝服务，使其更适合美国观众。迈克·达津川将这种改动解释为日本和美国价值观差异的结果。 事实上，一些动漫似乎除了粉丝服务之外几乎没有其他东西作为他们的卖点。 有人认为粉丝服务的泛滥反映了动漫粉丝群体中存在不够成熟的倾向；Del Rey漫画的一位编辑甚至打趣地说，包含粉丝服务的漫画《魔法老师》应该标注为“适合16+的不成熟读者”，而不是“16+的成熟读者”。

## 粉丝二次创作

### 同人
同人是指由粉丝自发创作的作品，通常会在各类同人展会上进行买卖。同人作品包括同人志（同人杂志，可能是漫画、小说或随笔）、同人软件（如游戏和应用）、同人音乐以及同人动画等。同人展的目标是帮助创作者在不需要出版商的情况下自行发布和销售漫画等作品。全球历史最悠久、规模最大的同人展是Comic Market，通常简称为Comiket。2019年12月在日本东京举办的第97届Comiket展会，共吸引了大约75万人次的参观者。

## 了解日本

### 语言
动画和漫画激发了许多年轻人学习日语的兴趣。20世纪70年代，高谷直子在萨斯卡通成立了日语学校，当时学生主要是希望回日本时语言能力能提升的日裔加拿大人。 然而，随着时间推移，日语的受欢迎程度开始上升；为了回应对标准化日语认证的需求，日本语能力测试（JLPT）于1984年首次举行。佐佐木由纪是乔治亚大学日本语课程的一名老师，她指出自己1994年刚开始任教时，学生们学日语主要是为了商科专业需求；但到了2004年，学生们更多地是因为兴趣——他们想翻译日语流行歌曲歌词，还兴奋地谈论《百变小樱》的动漫角色木之本樱。 ,高谷也表示她大约60%的学生都是因为动漫而学习日语的。
尽管一些粉丝字幕组声明会在作品获得授权后停止分发（因为粉丝字幕是非法的），但由于官方翻译中严格的本地化过程，仍有大量粉丝字幕版本被制作出来。有调查显示，只有9%的粉丝偏好配音版本，大多数人更喜欢字幕版；一些粉丝认为本地化过程会削弱动画的质量，因此更愿意看字幕组版来体验“更纯粹的日本文化”，他们觉得动画在官方翻译后失去原本的味道。大多数核心粉丝表示不想错过日本动漫和漫画中常见的笑点和双关语。事实上，大多数对动漫感兴趣的人都会表现出对日语至少有一点点的兴趣，但通常因为时间不够或者“日语太难学”的传闻而放弃。日本术语已经在动漫粉丝圈中广泛使用，以至于在一次Fanime 大会上，有新粉丝因听不懂其中的日语词汇而感到困惑。随着粉丝日语水平的提高，他们对不同字幕版本的翻译质量也更为挑剔；有些人甚至会比较不同字幕组对同一作品的翻译差异。
一些粉丝最终甚至会选择成为职业译者。事实上，与日语为母语但英语尚可的人相比，英语为母语但日语熟练的人通常更适合翻译，因为前者翻译出来的句子常显得生硬。Del Rey漫画的编辑表示他们在各类展会上就能找到很多翻译人才。
- 在澳大利亚的日语

根据Northwood和Thomson（2012）、日本国际交流基金会（2011、2013）的研究，许多人由于对日本流行文化的兴趣而学习日语。然而，那些没有正式学习日语但自认为是日本流行文化粉丝的人，在研究中通常被忽视。不过，饭田纯子和威廉·S·阿马尔在《东亚流行文化期刊》上的一篇文章却提出了相反的观点。他们在2016年的研究结果显示，对日本流行文化的兴趣并不一定会促使人们接受正式的日语教育。研究目的是调查澳大利亚动漫粉丝与日本流行文化之间的关联：47.7%接受过日语教育的受访者表示，是动漫激发了他们学习日语的动机。而在没有接受过日语教育的受访者中，有66.3%表示他们有意愿在未来学习日语。尽管人们仍对“日本流行文化粉丝会增加日语学习人数”抱有积极看法，但实际数据似乎并不支持这一说法。
- 中学英语课堂中的动漫

在英语课堂环境中引入动漫课文是一件需要实验的事情，目的在于观察其对教师和学生之间关系的影响。漫画和动画在西方教育中仍属新鲜事物。在澳大利亚新南威尔士州，已将动漫课文引入中学英语课程。实验结果显示，这种教学方式的效果取决于学生是否对漫画和动漫感兴趣。对动漫感兴趣的学生（即“资深粉丝”）在课堂上表现出非常高的热情，他们投入了更多的情感，能积极参与课堂讨论。然而，对动漫不感兴趣的学生则难以被这种课文吸引。例如实验中的一位名叫弗兰克的学生指出，大多数学生对动漫并无兴趣。一个班级大约30名学生，若只有少数几位是动漫迷，那么这种教学方式的成效就难以普及。这一结果显示，是否使用动漫课文，应该视具体班级的学生兴趣而定。

### 文化
动漫也激励了很多年轻人去了解日本文化，而动漫粉丝社群本身就鼓励这种学习。许多粉丝通过动漫学习了日语敬语和称呼。出版公司如Del Rey漫画和GoComi通常会在漫画中加入注释，解释这些日语敬语和其他难以直译的概念。

## 技术与互联网
互联网的发展对动漫粉丝社区以及动漫的消费方式产生了深远影响。此外，粉丝对动漫的兴趣激发了技术的许多发展。大约 68% 的粉丝通过从互联网或朋友获取动漫资源，这一比例比任何其他媒体都大得多。因此，动漫迷在点对点软件方面取得了一些最先进的技术进展，以加快在线搜索和下载动漫的速度。其他粉丝还创建了网站，这些网站使用自定义服务器在互联网上搜索视频镜像和新剧集，类似搜索引擎的方式，会爬取各个网站并将收集的信息保存到数据库中，使得每一集的更新都能实时掌握。视频捕捉和处理工具VirtualDub最初就是为了制作《美少女战士》的动漫改编影片而创建的。为了模拟动漫和漫画呈现的所有媒体形式，一位名为 PyTom 的开发者创造了Ren'Py，这是一款开源的软件引擎，允许没有编程背景的人创作视觉小说。 动漫粉丝还开发了其中一些利用人工智能的图像放大工具。例如，waifu2x、Bigjpg 和 Anime4K。CCCP 原本也是为了播放字幕组的作品而创建的。
自21世纪10年代初以来，随着Netflix、Prime Video、Hulu、Hidive 和 Crunchyroll等合法流媒体平台的兴起（这些平台常常在日本本土播出后数小时内同步上线新番），字幕组的活动迅速减少。
在网络上，粉丝们组建了多个在线社区来分享和互动。提供文件分享服务的网站在粉丝之间非常流行且有影响力，使人们能够轻松获取动漫资源。粉丝文化还催生了大量的粉丝社区，这些社区经常分享同人画作，这是粉丝表达对动漫喜爱最常见的方式之一。 这些社区不仅仅是分享文件的平台，就像互联网上的大多数论坛一样，它们也是粉丝讨论剧情、角色和画风等话题的地方。自21世纪10年代起，许多动漫迷开始大量使用YouTube、Facebook、Reddit和 Twitter 等社交媒体平台（Twitter甚至设立了“动画和漫画”这一专题类别）来讨论并关注自己喜欢的动漫系列的最新资讯。
在日本，动漫讨论论坛在2000年代曾非常流行。2009年，随着《凉宫春日的忧郁》动画改编作品的播出，日本网民关于该作品的讨论使得这些论坛在日本互联网中广受欢迎。

## 日本观光

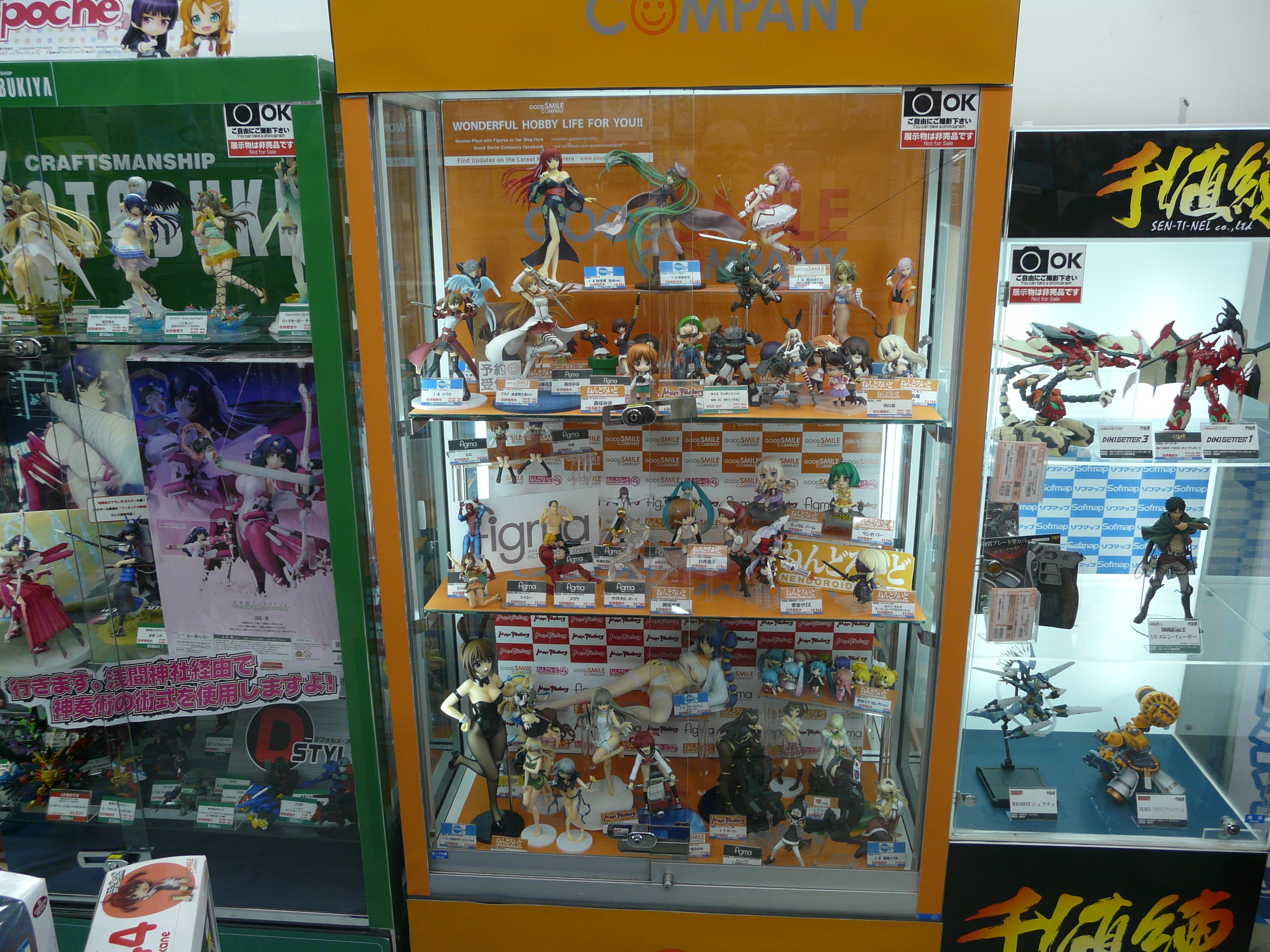
在秋叶原展示的典型日本动漫手办展柜。

日本的一些旅行社已经开始提供动漫主题的旅游项目。2003年，一家名为Pop Japan Travel的公司成立，旨在帮助顾客体验日本的内容产业（包括动漫、游戏、美食和时尚等），行程内容包括参观工作室、与艺术家会面等活动。在日本各地还设有许多与动漫产业相关的博物馆，例如 东京都的杉并动画博物馆和兵库县的手冢治虫纪念馆。

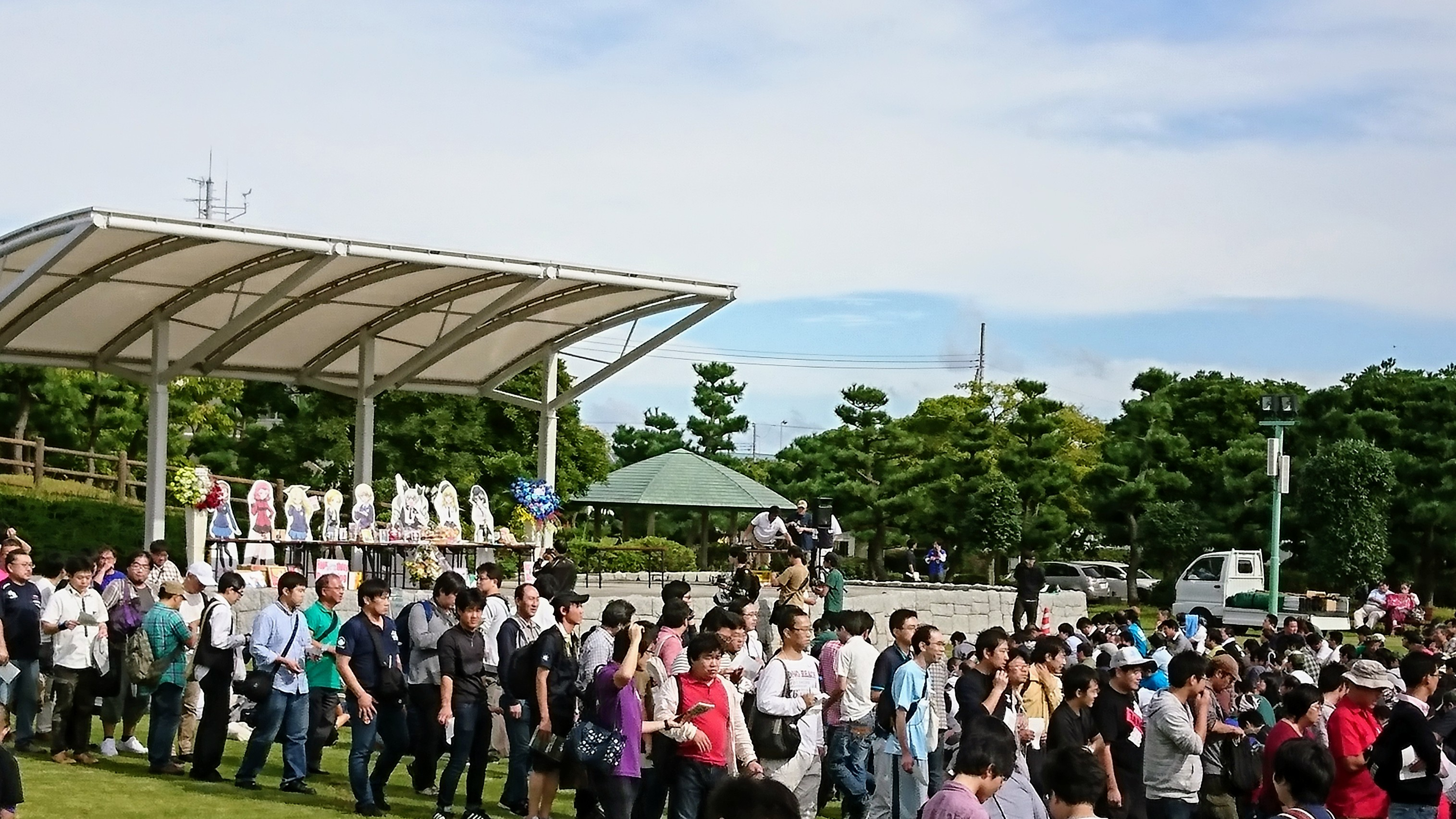
前往动漫作品取景地进行参观被称为“圣地巡礼”，大洗町就因《少女与战车》而成为著名的圣地。

其他受欢迎的地点还包括可以享受动漫相关活动的地方，例如购买周边或演唱动漫主题曲的地方。此外，粉丝们也喜欢前往那些动漫或者拍摄真人电影的取景地。 例如，随着《幸运星》的流行，从2007年4月开始，许多粉丝开始前往该动漫的现实取景地。
动漫粉丝必打卡之地
- 秋叶原:动漫迷们的热门去处是位于东京的秋叶原。它是一个主要的购物区，人们可以在这里购买漫画以及其他各种御宅族商品。[56] 东京动画中心是秋叶原最受欢迎的景点之一，在这里会举行多种活动，如展示新动画电影、相关展览、声优访谈节目以及广播节目的公开录制。[54]

- 吉卜力美术馆:这座博物馆展示了日本动画工作室吉卜力工作室的作品。它位于三鹰市的井之头恩赐公园内，结合了儿童博物馆、科技博物馆和美术博物馆的特点。除此之外，它还包括《龙猫》中的猫巴士（英语）模型、一个咖啡馆、书店、屋顶花园以及一个专门放映吉卜力短片的影院。

- 京都国际漫画博物馆:位于日本京都的博物馆，馆内藏有约25万件作品，包括江户时期的版画、战前杂志、战后经典漫画以及流行的现代系列。博物馆定期举办各种活动，包括让游客观看漫画艺术家的创作、付费咨询绘画技巧并进行肖像画绘制。

- 乙女路:乙女路是东京一个面向女性和女孩的动漫和文化中心，企业在这一地区举办COSPLAY活动，零售商销售以耽美类型为主的漫画和动画。

- 日本环球影城: 作为“酷日本”动漫活动的一部分，日本环球影城举办过与流行动漫系列如《进击的巨人》合作的活动。